# Wels Hauptbahnhof
Wels Hauptbahnhof vasútállomás Ausztriában, Wels településen.

## Vasútvonalak
Az állomást az alábbi vasútvonalak érintik:
- Wels–Passau-vasútvonal
- Westbahn
- Almtalbahn

## Kapcsolódó állomások
A vasútállomáshoz az alábbi állomások vannak a legközelebb:
- Linz Hauptbahnhof
- Marchtrenk railway station
- Wels Lokalbahn railway station
- Haiding railway station
- Gunskirchen railway station
- Linz Hauptbahnhof
- Bahnhof Attnang-Puchheim
- Bahnhof Attnang-Puchheim

## Forgalom

### Távolsági
| Járat/ vonatnem | Útvonal | Útvonal | Vasúti jármű | Gyakoriság                   | Üzemeltető |
| --------------- | --- | --- | ------------ | ---------------------------- | ---------- |
| RJ              | Klagenfurt – Villach – Spittal-Millstättersee – Mallnitz-Obervellach – Bad Gastein – Bad Hofgastein – Dorfgastein – Schwarzach-St.Veit – St. Johann – Bischofshofen – Golling-Abtenau – | Salzburg – Neumarkt – Vöcklabruck – Attnang-Puchheim – Wels – Linz – St. Valentin – Amstetten – St. Pölten – Tullnerfeld – Wien Meidling – Wien (– Wien Flughafen) | Railjet      | óránként                     | ÖBB        |
| RJ              | (Frankfurt – Langen – Darmstadt – Bensheim – Weinheim – Heidelberg – Wiesloch-Walldorf – Stuttgart – Ulm – Biberach – Aulendorf – Ravensburg – Friedrichshafen – Lindau –) Bregenz – Dornbirn – Feldkirch – Bludenz – Langen – Landeck-Zams – Imst-Pitztal – Innsbruck – Jenbach – Wörgl – | Salzburg – Neumarkt – Vöcklabruck – Attnang-Puchheim – Wels – Linz – St. Valentin – Amstetten – St. Pölten – Tullnerfeld – Wien Meidling – Wien (– Wien Flughafen) | Railjet      | óránként                     | ÖBB        |
| RJX             | (Zürich – Buchs – Feldkirch – Landeck-Zams – Innsbruck –) Salzburg – Attnang-Puchheim – Wels – Linz – St. Pölten – Wien-Meidling – Wien (– Budapest Kelenföld – Budapest-keleti) | (Zürich – Buchs – Feldkirch – Landeck-Zams – Innsbruck –) Salzburg – Attnang-Puchheim – Wels – Linz – St. Pölten – Wien-Meidling – Wien (– Budapest Kelenföld – Budapest-keleti) | Railjet      | egyes vonatok                | ÖBB        |
| ICE 91          | (Dortmund – Hagen – Wuppertal – Solingen – Köln – Bonn – Remagen – Koblenz – Mainz – Frankfurt Flughafen –) Frankfurt – Hanau – Aschaffenburg – Würzburg – Nürnberg – Regensburg – Plattling – Passau – Wels – Linz – St. Pölten – Wien-Meidling – Wien | (Dortmund – Hagen – Wuppertal – Solingen – Köln – Bonn – Remagen – Koblenz – Mainz – Frankfurt Flughafen –) Frankfurt – Hanau – Aschaffenburg – Würzburg – Nürnberg – Regensburg – Plattling – Passau – Wels – Linz – St. Pölten – Wien-Meidling – Wien | ICE T        | két vonatpár                 | ÖBB        |
| EC              | Hegyeshalom – Wien – Wien-Meidling – St. Pölten – Linz – Wels – Salzburg | Hegyeshalom – Wien – Wien-Meidling – St. Pölten – Linz – Wels – Salzburg | IC-kocsik    | egy vonat                    | ÖBB        |
| IC 87           | Salzburg – Neumarkt – Vöcklabruck – Attnang-Puchheim – Wels – Linz – St. Valentin – Amstetten – St. Pölten – Tullnerfeld – Wien-Meidling – Wien | Salzburg – Neumarkt – Vöcklabruck – Attnang-Puchheim – Wels – Linz – St. Valentin – Amstetten – St. Pölten – Tullnerfeld – Wien-Meidling – Wien | Stadler KISS | egy vonatpár                 | ÖBB        |
| IC 17           | (Warnemünde –) Rostock – Waren – Neustrelitz – Oranienburg – Berlin Gesundbrunnen – Berlin – Berlin Südkreuz – Lutherstadt Wittenberg – Bitterfeld – Halle – Leipzig – Naumburg – Jena Paradies – Jena-Gröschwitz – Saalfeld – Lichtenfels – Bamberg – Erlangen – Fürth – Nürnberg – Regensburg – Straubing – Plattling – Passau – Schärding – Wels – Linz – St. Pölten – Wien Meidling – Wien | (Warnemünde –) Rostock – Waren – Neustrelitz – Oranienburg – Berlin Gesundbrunnen – Berlin – Berlin Südkreuz – Lutherstadt Wittenberg – Bitterfeld – Halle – Leipzig – Naumburg – Jena Paradies – Jena-Gröschwitz – Saalfeld – Lichtenfels – Bamberg – Erlangen – Fürth – Nürnberg – Regensburg – Straubing – Plattling – Passau – Schärding – Wels – Linz – St. Pölten – Wien Meidling – Wien | Stadler KISS | egy vonatpár                 | ÖBB        |
| WB              | München – München Ost – Rosenheim – | Salzburg – Attnang-Puchheim – Wels – Linz – Amstetten – St. Pölten – Wien Hütteldorf – Wien West | Stadler KISS | kétóránként mit 2 Taktlücken | Westbahn   |
| WB              | Innsbruck – Wörgl – Kufstein – | Salzburg – Attnang-Puchheim – Wels – Linz – Amstetten – St. Pölten – Wien Hütteldorf – Wien West | Stadler KISS | kétóránként mit 2 Taktlücken | Westbahn   |
| WB              | Salzburg – (Seekirchen – Neumarkt – Straßwalchen –) Attnang-Puchheim – Wels – Linz – Amstetten – St. Pölten – Wien Hütteldorf – Wien West | Salzburg – (Seekirchen – Neumarkt – Straßwalchen –) Attnang-Puchheim – Wels – Linz – Amstetten – St. Pölten – Wien Hütteldorf – Wien West | Stadler KISS | óránként                     | Westbahn   |

### Éjszakai
| Járat vonatnem | Útvonal | Útvonal | Vasúti jármű | Gyakoriság   | Üzemeltető |
| -------------- | --- | --- | ------------ | ------------ | ---------- |
| NJ 490/491     | Wien – Wien Meidling – St.Pölten – Linz – Wels – Passau – Regensburg – Nürnberg –                                                                           | Würzburg – Hannover – Hamburg | ÖBB Nightjet | egy vonatpár | ÖBB        |
| NJ 40490/40421 | Wien – Wien Meidling – St.Pölten – Linz – Wels – Passau – Regensburg – Nürnberg –                                                                           | Frankfurt (Süd) – Frankfurt Flughafen – Mainz – Koblenz – Bonn – Köln – Düsseldorf – Arnhem – Utrecht – Amsterdam                                           | ÖBB Nightjet | egy vonatpár | ÖBB        |
| NJ 50490       | Wien – Wien Meidling – St.Pölten – Linz – Wels – Passau – Regensburg – Nürnberg –                                                                           | Aachen – Liège-Guillemins – Brüssel-Nord – Brüssel-Süd/Brüssel-Mitte                                                                                        | ÖBB Nightjet | egy vonatpár | ÖBB        |
| NJ 466/467     | Wien – Wien Meidling – St.Pölten – Amstetten – Linz – Wels – Attnang-Puchheim – Salzburg –                                                                  | Innsbruck – Landeck-Zams – Bludenz – Feldkirch – Buchs – Zürich                                                                                             | ÖBB Nightjet | egy vonatpár | ÖBB        |
| NJ 40466/40236 | Wien – Wien Meidling – St.Pölten – Amstetten – Linz – Wels – Attnang-Puchheim – Salzburg –                                                                  | Bischofshofen – Villach – Udine – Venedig Mestre – Venedig                                                                                                  | ÖBB Nightjet | egy vonatpár | ÖBB        |
| NJ 446/447     | Wien – Wien Meidling – St-Pölten – Amstetten – Linz – Wels – Attnang-Puchheim – Salzburg – Innsbruck – Landeck-Zams – Bludenz – Feldkirch – Buchs – Bregenz | Wien – Wien Meidling – St-Pölten – Amstetten – Linz – Wels – Attnang-Puchheim – Salzburg – Innsbruck – Landeck-Zams – Bludenz – Feldkirch – Buchs – Bregenz | ÖBB Nightjet | egy vonatpár | ÖBB        |
| EN 50462       | Budapest – Wien – Wien Meidling – St. Pölten – Linz – Wels – Salzburg –                                                                                     | Rosenheim – München Ost – Augsburg – Ulm – Göppingen – Stuttgart                                                                                            | EuroNight    | egy vonatpár | MÁV        |
| EN 40462       | Budapest – Wien – Wien Meidling – St. Pölten – Linz – Wels – Salzburg –                                                                                     | Innsbruck – Landeck-Zams – Bludenz – Feldkirch – Buchs – Zürich                                                                                             | EuroNight    | egy vonatpár | SBB, ÖBB   |

## Képek

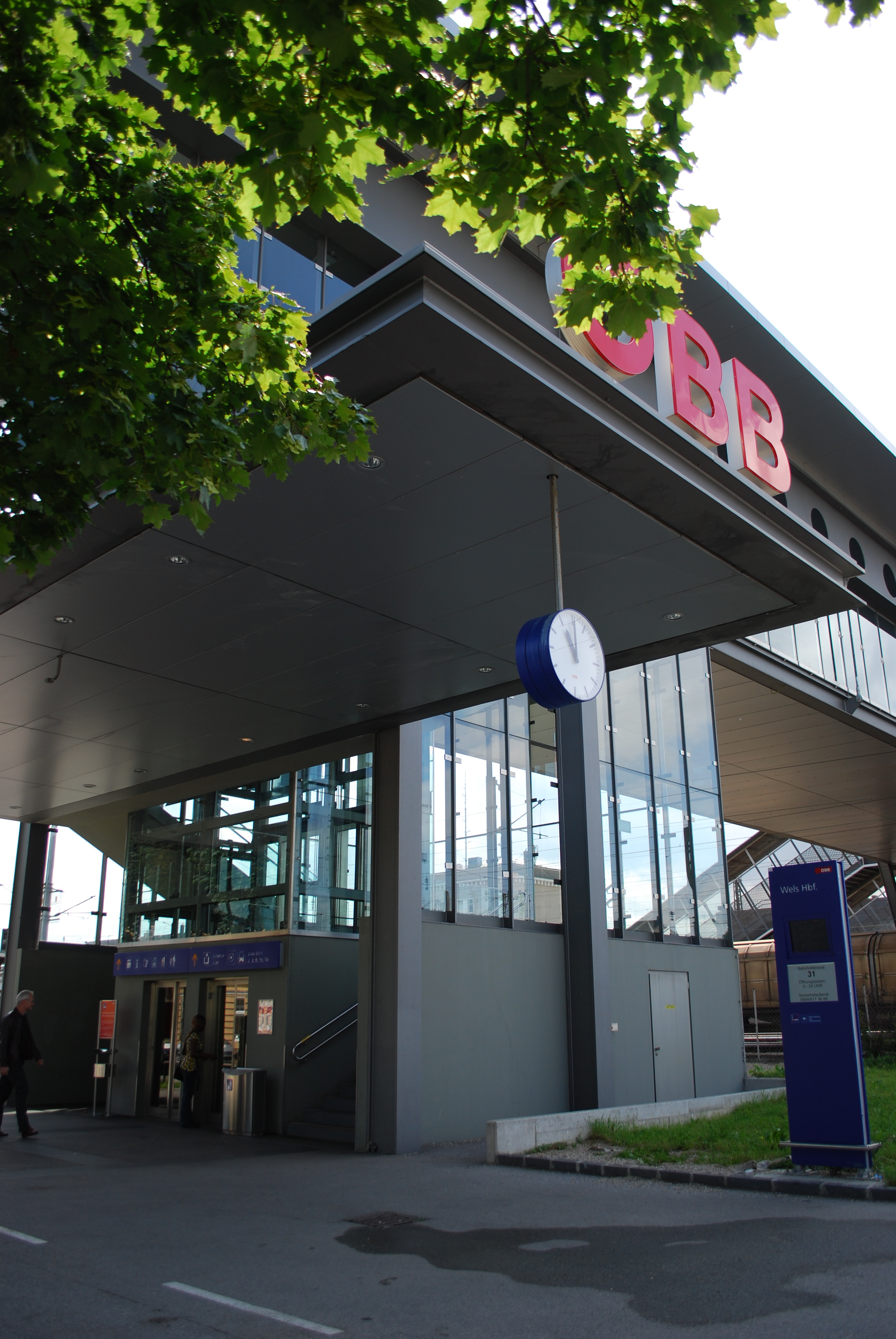
Kijárat Neustadt városrész felé
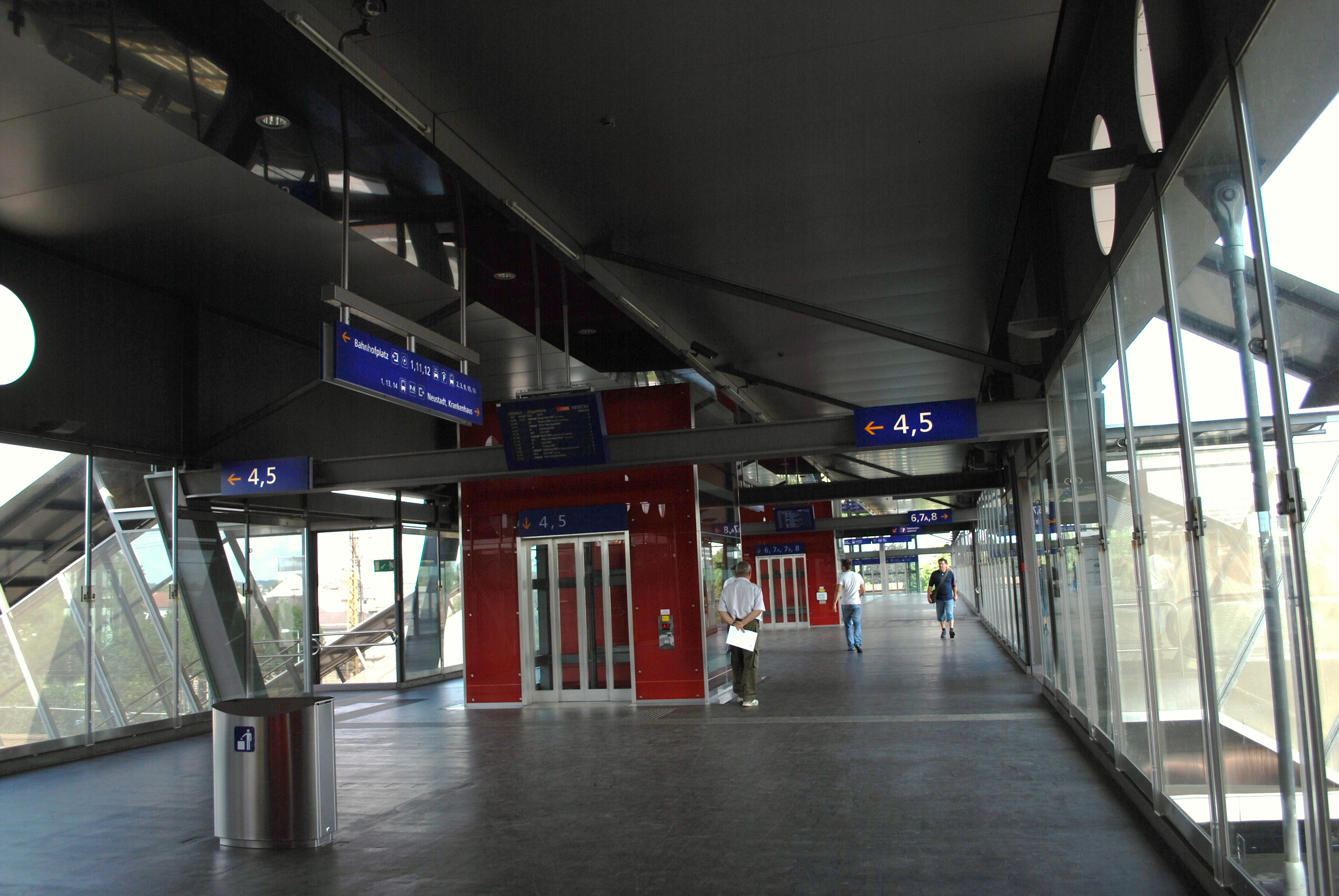
Gyalogos felüljáró
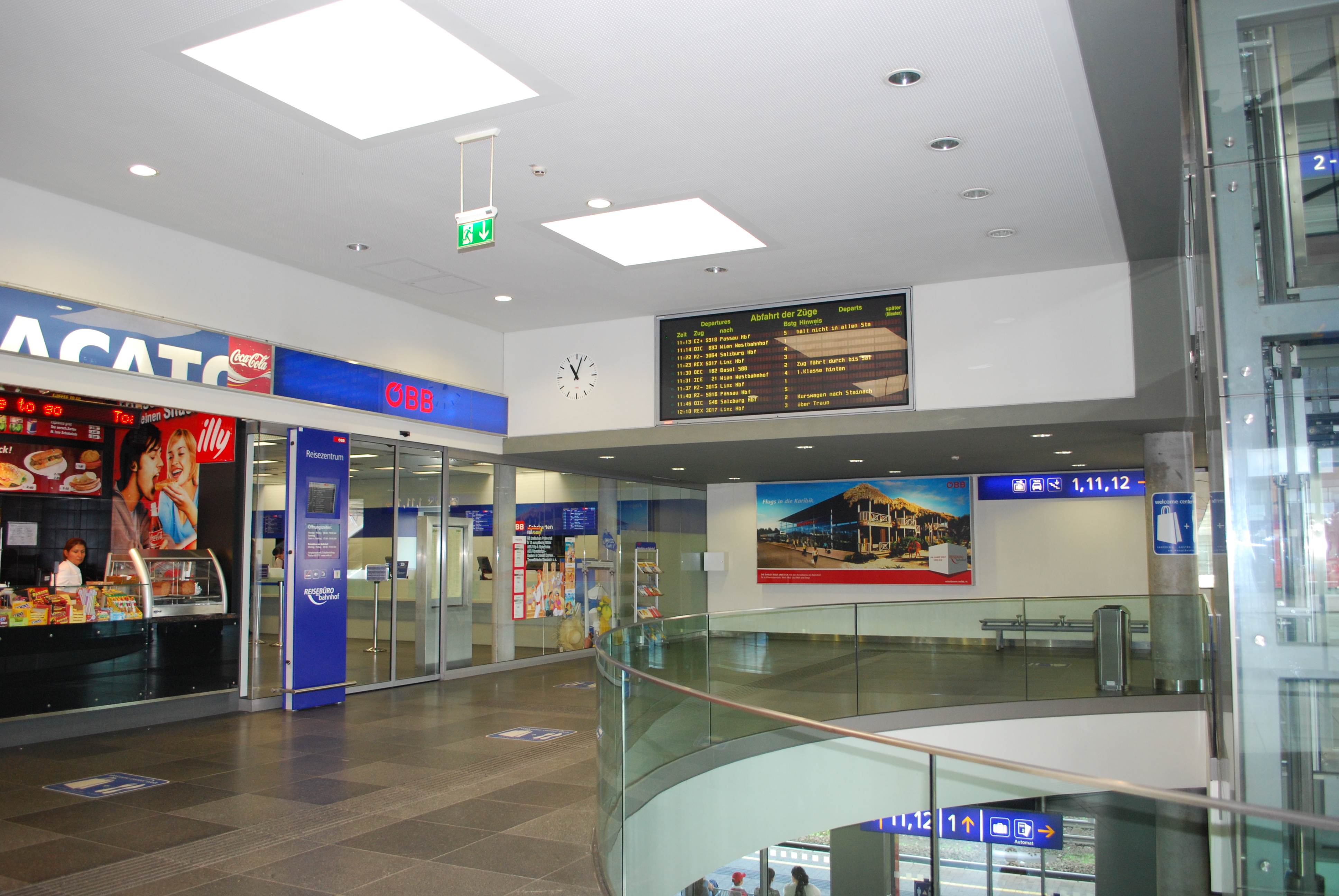
Első emelet
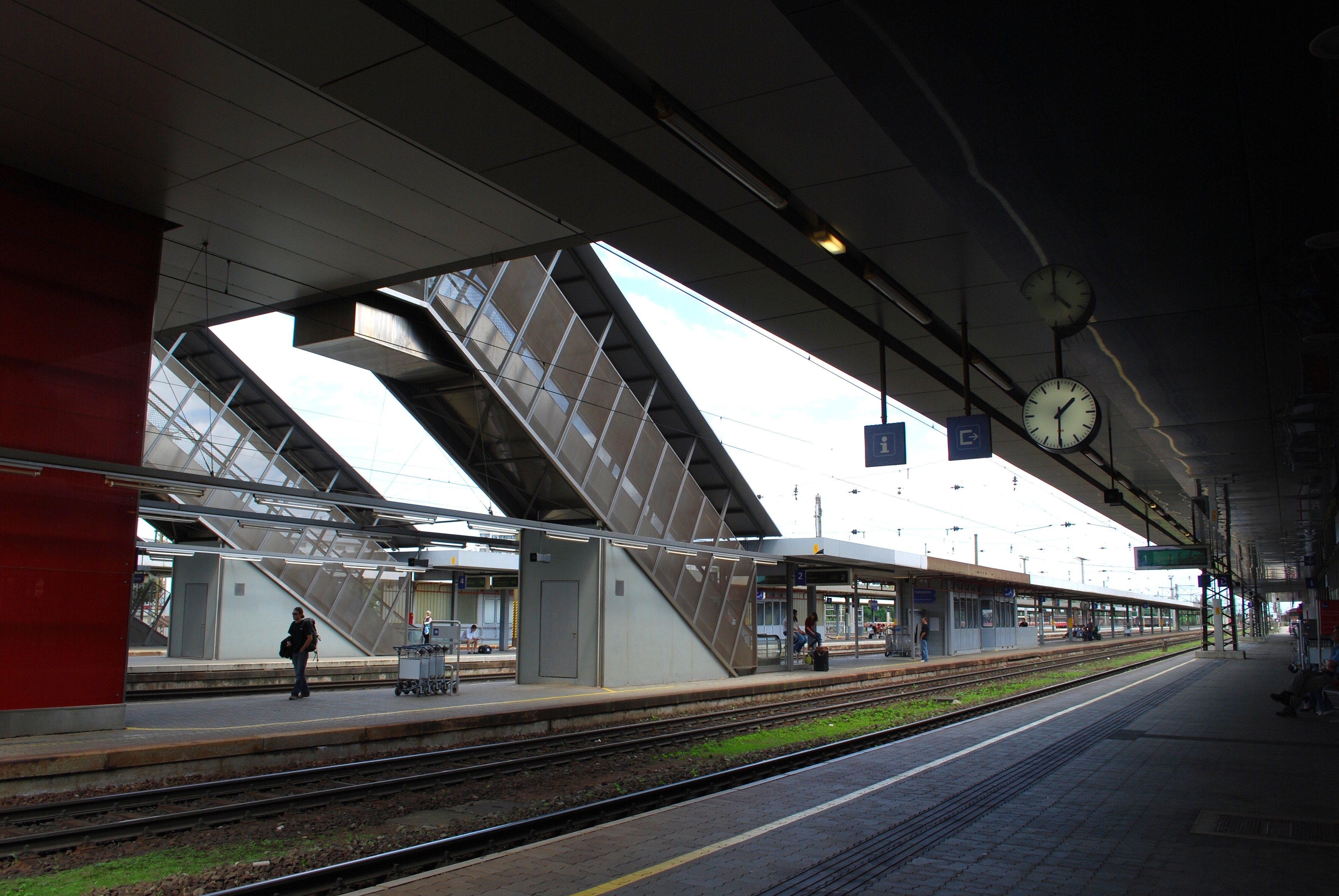
Vágányok
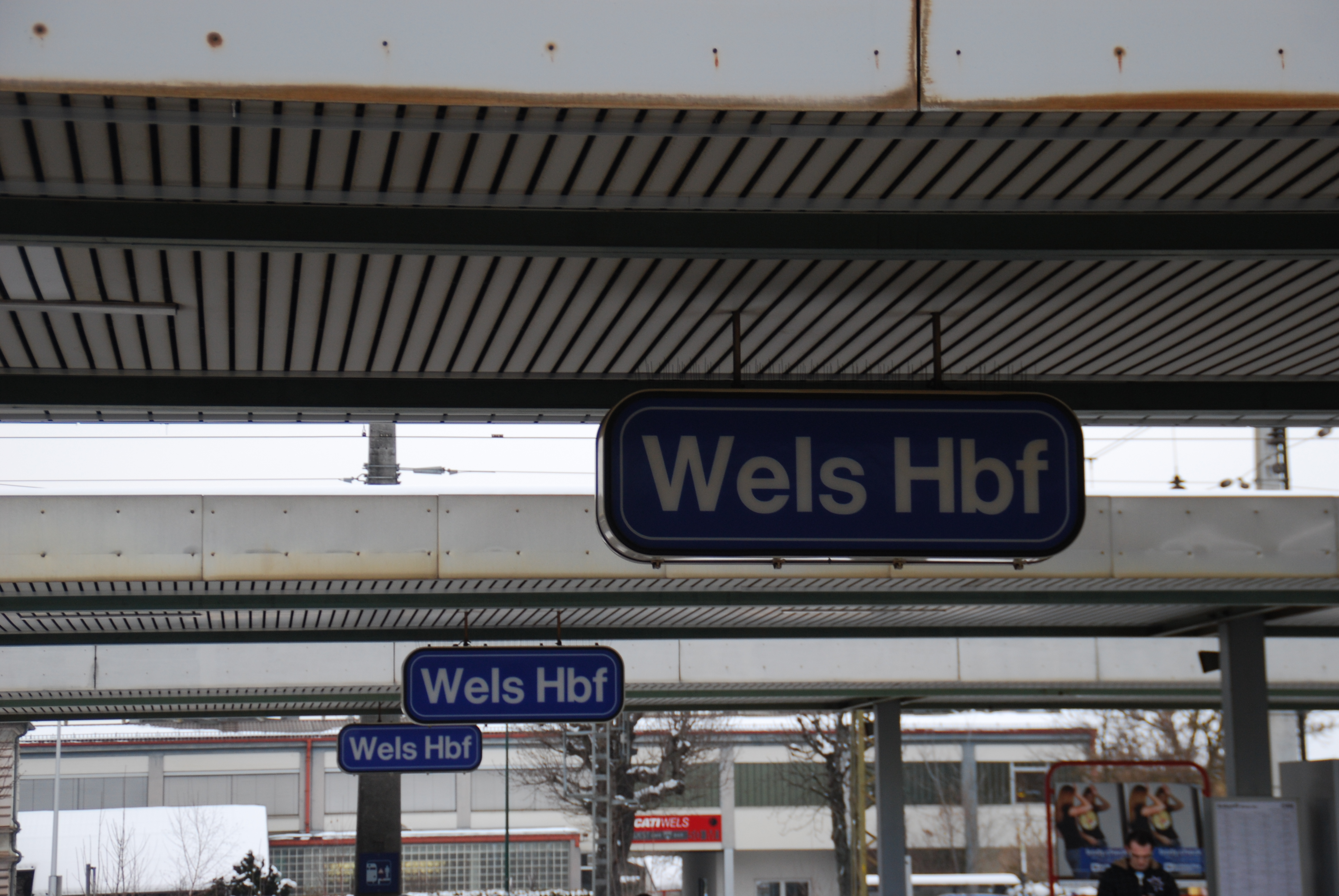
Régi állomástáblál
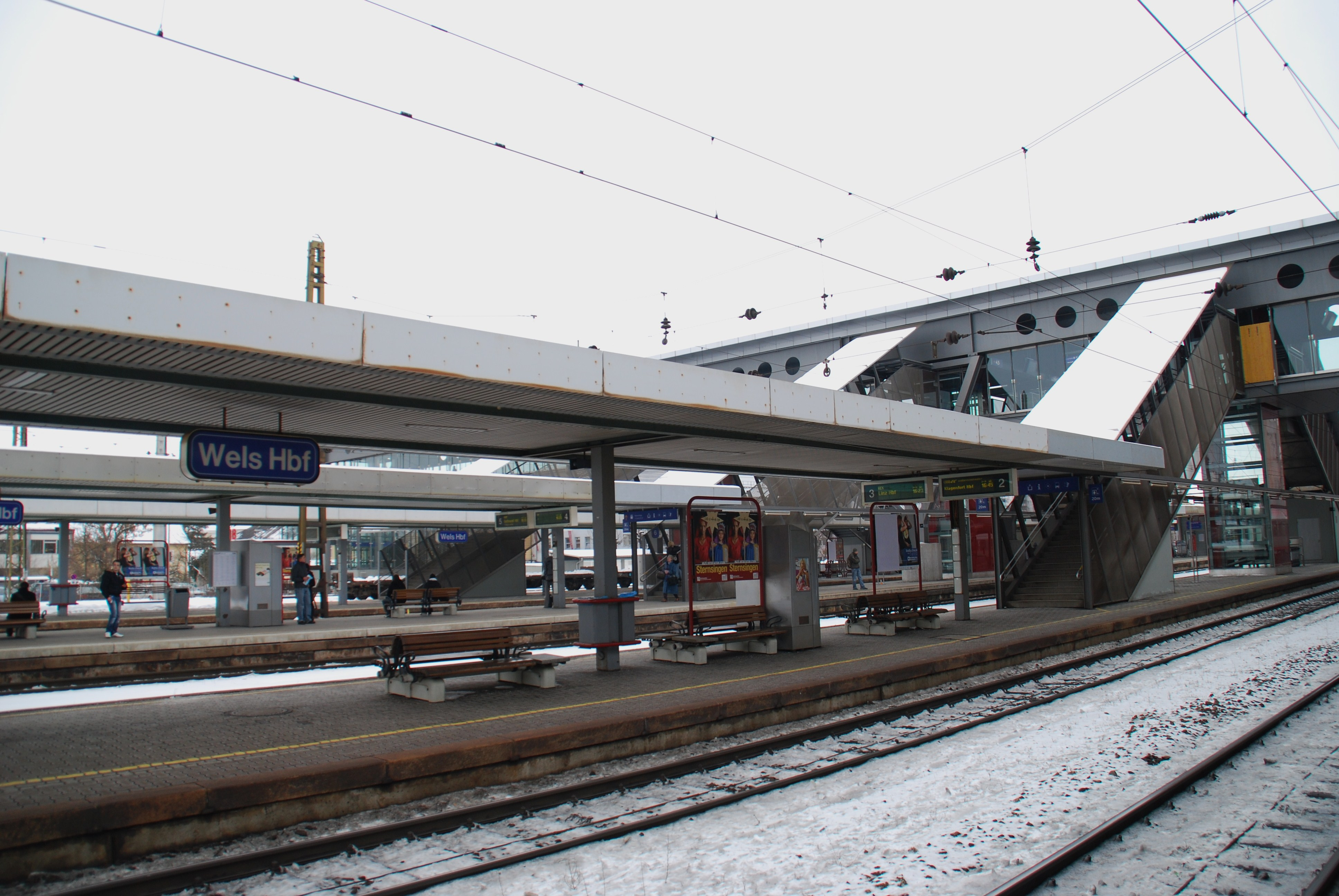
A vágányok télen
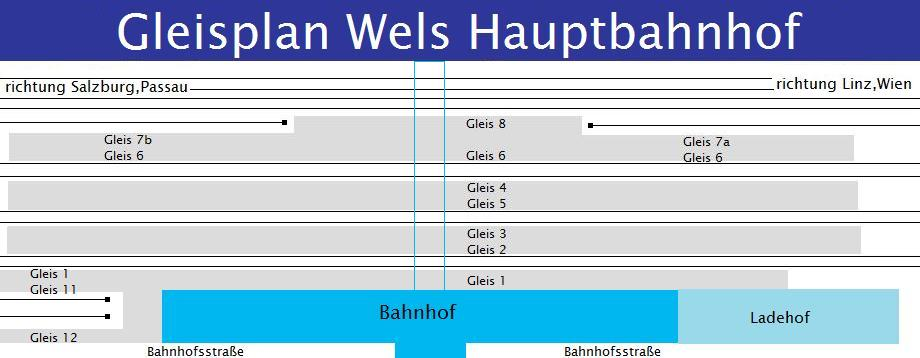
Az állomás vágányhálózata